# Angus Cloud
Conor Angus Cloud Hickey (ur. 10 lipca 1998 w Oakland, zm. 31 lipca 2023 tamże) – amerykański aktor telewizyjny, znany z roli Fezco, którego grał w serialu Euforia.

## Życiorys
Angus Cloud urodził się w Oakland w stanie Kalifornia, chociaż jego rodzice mieszkają w Irlandii. Uczęszczał do szkoły Oakland School for the Arts.
W latach 2019–2022 wcielał się w rolę Fezco w serialu HBO Euforia.
Zmarł 31 lipca 2023 w swoim domu w wieku 25 lat. Przyczyną jego śmierci było nieumyślne przedawkowanie narkotyków. Był pogrążony w żałobie po śmierci ojca, w którego pogrzebie uczestniczył tydzień wcześniej w Irlandii.

## Filmografia

### Filmy
| Rok  | Tytuł           | Rola          | Źr.    |
| ---- | --------------- | ------------- | ------ |
| 2021 | North Hollywood | Walker        | [ 11 ] |
| 2023 | The Line        | Robert DeWitt | [ 12 ] |
| 2024 | Your Lucky Day  | Sterling      | [ 13 ] |
| 2024 | Freaky Tales    | Travis        | [ 14 ] |
| 2024 | Abigail         | Dean          | [ 14 ] |

### Seriale
| Rok       | Tytuł   | Rola  | Źr.    |
| --------- | ------- | ----- | ------ |
| 2019–2022 | Euforia | Fezco | [ 11 ] |